# آلن براون (بازیکن فوتبال، زاده ۱۹۵۹)
آلن براون (انگلیسی: Alan Brown؛ زادهٔ ۲۲ مهٔ ۱۹۵۹) بازیکن فوتبال اهل بریتانیا است.
از باشگاه‌هایی که در آن بازی کرده‌است می‌توان به باشگاه فوتبال نیوکاسل یونایتد اشاره کرد.